# Daň z příjmů ze samostatné činnosti v Česku
Daň z příjmů ze samostatné činnosti v Česku je přímá daň, kterou v Česku odvádějí fyzické osoby mající příjmy ze samostatné činnosti. Takovým příjmem je:
- příjem ze zemědělské výroby, lesního a vodního hospodářství,
- příjem ze živnostenského podnikání,
- příjem z jiného podnikání, ke kterému je potřeba podnikatelské oprávnění (např. insolvenční správce, správce pozůstalosti, správce svěřeneckého fondu), ale také poplatník bez příslušného oprávnění,
- podíl společníka veřejné obchodní společnosti a komplementáře komanditní společnosti na zisku,
- příjem z užití nebo poskytnutí práv z průmyslového vlastnictví, autorských práv včetně práv příbuzných právu autorskému, a to včetně příjmů z vydávání, rozmnožování a rozšiřování literárních a jiných děl vlastním nákladem,
- příjem z nájmu majetku zařazeného v obchodním majetku,
- příjem z výkonu nezávislého povolání.

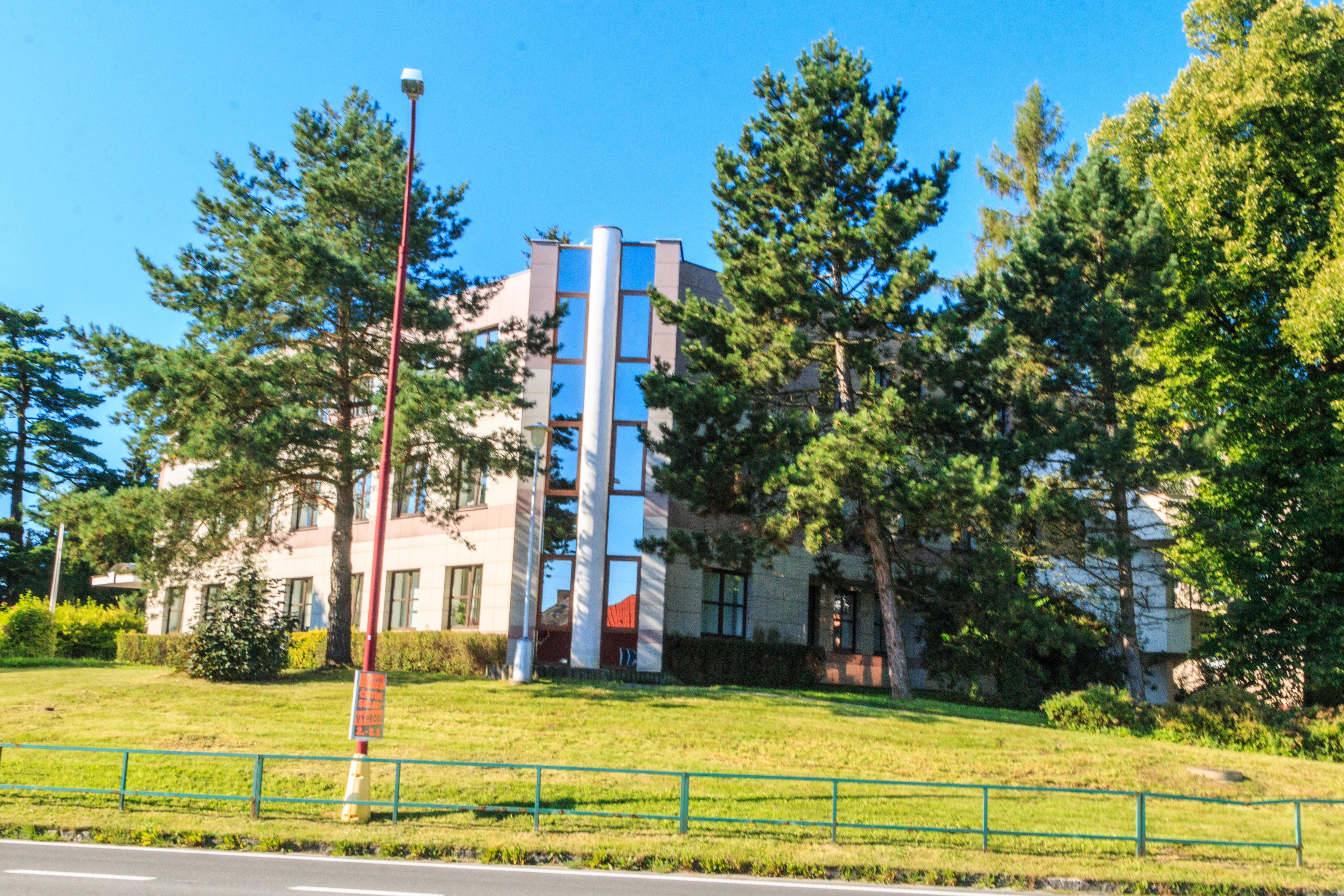
Finanční úřad Svitavy

Daňový systém v České republice se skládá z přímých a nepřímých daní. Přímé daně zahrnují daně z příjmu, jako je daň z příjmu fyzických osob a daň z příjmu právnických osob. Zahrnuje také majetkové daně, jako jsou silniční daně a daně z nemovitosti. Nepřímé daně zahrnují daň z přidané hodnoty, spotřební daň nebo daň z energie.
Osoba samostatně výdělečně činná (OSVČ) platí ze svých příjmů ze samostatné činnosti sociální a zdravotní pojištění a daň z příjmu. Své příjmy a výdaje může OSVČ evidovat čtyřmi způsoby: daňovou evidencí, paušálními výdaji, pomocí účetnictví nebo paušální daní. Každý způsob zaznamenávání příjmů ovlivňuje výsledné daně.

## Způsoby evidování příjmů

### Daňová evidence
Pro účel daní z příjmů se rozumí daňová evidence jako záznam pro účely stanovení základu daně z příjmů. Evidence obsahuje informace o příjmech a výdajích, majetku a dluzích.

### Vedení účetnictví
Při vedení účetnictví OSVČ eviduje náklady, výnosy a všechny finanční toky svého podnikání. Platí jednou měsíčně pojistné na sociální a zdravotní pojištění. Jednou ročně pak podává daňové přiznání a hlášení pro zdravotní pojišťovnu a Českou správu sociálního zabezpečení (ČSSZ). Účetnictví může OSVČ vést i dobrovolně. Vedení účetnictví se vyplatí pro podnikání bez vysokých výdajů.[zdroj?]
Povinnost vést účetnictví:
- pokud obrat OSVČ přesáhl za předchozí kalendářní rok 25 000 000 Kč,
- je zapsán v obchodním rejstříku,
- je společníkem ve společnosti, kde alespoň jeden společník vede účetnictví,
- ukládá to zvláštní právní předpis.[3]

### Výdaje stanovené procentem z příjmů
Dále má OSVČ možnost využít tzv. paušální výdaje, kdy sleduje pouze výši svých příjmů. Výdaje v daňovém přiznání uplatňuje procentem z příjmů, nemusí si tedy schovávat žádné účtenky ani faktury. Každý měsíc se platí zálohy na sociální a zdravotní pojištění a jednou ročně podá OSVČ daňové přiznání příslušnému finančnímu úřadu a přehledy pro zdravotní pojišťovnu a ČSSZ, podle kterých stanoví výše záloh na následující zdaňovací období.
Podle zák. č. 585/2012, o daních z příjmu, v případě, kdy poplatník neuplatní výdaje prokazatelně vynaložené na dosažení, zajištění a udržení příjmů, má možnost využít výdaje, ve výši:
- 80 % z příjmů ze zemědělské výroby, lesního a vodního hospodářství a z příjmů z živnostenského podnikání řemeslného, nejvýše lze uplatnit výdaje do částky 1 600 000 Kč,
- 60 % z příjmů ze živnostenského podnikání, nejvýše lze uplatnit výdaje do částky 1 200 000 Kč,
- 40 % z jiných příjmů ze samostatné činnosti, s výjimkou příjmů společníka veřejné obchodní společnosti a komplementáře komanditní společnosti, nejvýše lze uplatnit výdaje do částky 800 000 Kč,
- 30 % z příjmů z nájmu majetku zařazeného v obchodním majetku, nejvýše lze uplatnit výdaje do částky 600 000 Kč.[4]

V procentní částce výdajů jsou zahrnuty veškeré výdaje poplatníka vynaložené na dosažení, zajištění a udržení příjmů ze samostatné činnosti. Poplatník je povinen vždy evidovat záznamy o příjmech a pohledávkách vzniklých v souvislosti s jeho samostatnou činností, ze které plyne příjem.

### Paušální daň (paušální režim)
OSVČ posílá jednou za měsíc tzv. paušální daň příslušnému finančnímu úřadu. Paušální daň se dělí na tři pásma a zahrnuje odvody na sociální a zdravotní pojištění a na daň z příjmu. Samotná částka daně se každý rok liší. Za rok 2024 paušální daň v nejnižším pásmu činí 7 498 Kč. Nevýhodou této daně je, že OSVČ nemůže uplatnit slevy na dani, úroky z hypotéky ani příspěvky na penzijní a životní pojištění.[zdroj?]
Aby OSVČ mohla využít paušální daň, musí se k ní přihlásit a splnit následující podmínky. Dále už nemusí podávat daňové přiznání ani přehledy na sociální a zdravotní pojištění.[zdroj?]
Podmínky:
- roční příjem ze samostatné činnosti nepřesáhl 2 000 000 Kč,
- není plátcem DPH, není zaměstnán a podniká jako hlavní činnost,
- příjmy z kapitálového majetku, pronájmu nebo jiných příjmů nepřesáhnou 50 000 Kč,
- není dlužníkem v insolvenčním řízení, společníkem veřejné obchodní společnosti ani komplementářem komanditní společnosti.[6]

## Sazba daně a základ daně
Daň z příjmů se vypočte ze základu daně, který se sníží o nezdanitelné části základu daně a odčitatelné položky od základu daně. Zaokrouhlí se na celá sta Kč dolů. Od roku 2021 se Česká republika vrátila k progresivnímu zdanění, kdy byla zavedena mezní sazba ve výši 23 %.
Sazba daně podle zák. č. 586/1992 Sb., o daních z příjmů činí 15 % pro část základu daně do 48násobku průměrné mzdy a 23 % pro část základu daně nad 48násobek průměrné mzdy. Za rok 2023 činí 48násobek průměrné mzdy 1 935 552 Kč. V roce 2024 bude činit 2 110 416 Kč. Od roku 2024 je změněn limit na 36násobek průměrné mzdy. Pro rok 2024 to tedy bylo 1 582 812 Kč a pro rok 2025 jde o 1 676 052 Kč.

## Registrace k dani z příjmu
Daňový rezident je povinen podat přihlášku k registraci k dani z příjmů fyzických osob u příslušného správce daně do 15 dnů ode dne, ve kterém začal vykonávat činnost, která je zdrojem příjmu ze samostatné činnosti nebo přijal příjem ze samostatné činnosti.[zdroj?]
Daňový nerezident je povinen podat přihlášku k registraci v případě, že na území ČR započal vykonávat činnosti, která je zdrojem příjmů ze samostatné činnosti, nebo přijal příjem ze samostatné činnosti ze zdrojů na území ČR, nebo mu na území ČR vznikla stálá provozovna, nebo získal povolení nebo oprávnění vykonávat činnost, která je zdrojem příjmů, vydané tuzemským orgánem veřejné moci.[zdroj?]
Poplatník však není povinen podat přihlášku k registraci, pokud přijímá jen příjmy, které nejsou předmětem daně, které jsou osvobozené od daně, nebo z nichž je daň vybíraná srážkou podle zvláštní sazby daně.